# Alpaida machala
Alpaida machala là một loài nhện trong họ Araneidae.
Loài này thuộc chi Alpaida. Alpaida machala được Herbert Walter Levi miêu tả năm 1988.